# 寶馬山雙屍案

英籍受害情侶：肯尼斯·麥布萊及尼古拉·梅雅絲

寶馬山雙屍案（英語：Braemar Hill murders）是1985年在香港發生的童黨謀殺事件，一對英国籍中學生情侶被毆打致死，女死者生前更被強姦。

## 事發經過
1985年4月20日，就讀香港英童中學（今港島中學）的英国籍情侶：肯尼斯·麥布萊（Kenneth McBride）及妮可拉·梅雅絲（Nicola Myers）於前往北角賽西湖公園後失蹤。翌日，有晨運客在當時仍是荒地的北角寶馬山配水庫附近發現兩人屍體，經驗屍後證實兩人被人亂棍打死，男死者雙手反綁，身上傷痕多達數百處失救而死，而女死者曾被強姦，下顎受重創，左眼球跌出，全身傷勢達五百處，死狀恐怖。未經馬賽克處理的屍體照片，當年更曾在罪案資訊節目《繩之於法》直接播放，並設有接聽熱線歡迎觀眾去電提供破案線索。
案發後6個月警方接獲線人報料，稱在渡海輪上偷聽到案中主犯彭信義向友人吹噓自己殺了一名外國人，又指腳上球鞋正屬「鬼仔」所有，探員跟進調查，警方根據女死者體內的精液、以及兇案現場遺下的女死者內衣及兇器等證據。在凶案發生後的7個月即1985年11月，警方拘捕涉及此案的3名成年被告彭信義、譚士歡和趙偉文，以及未成年的同伙成員尹三龍和張有恆，当中只有尹三龍认罪并顶证其他人。

## 判決
1987年，這群童黨因謀殺罪依例判處死刑。到1992年，總督會同行政局按照慣例赦免他們的死刑，改判終身監禁。而尹三龍（1968年－，於1985年11月被捕）及其同謀因謀殺被判死刑，惟案發時未滿18歲，要待成年後等候英皇發落，決定往後的刑期。
1997年香港主權移交前夕，尹三龍等人仍未知道其刑期，他們的家屬曾到前港督府示威，要求港府為這班少年在囚人士訂下實際刑期。主權移交後，相關法律條文變成無效，各少年在囚人士前途未卜。至1998年，受害人家属亦写信给當時的香港行政長官董建華，为尹三龍求情，最後行政長官确定其監禁期为27年。而另一在犯案時未成年的張有恒已確定35年監禁期。張有恆不滿刑期過重提出上訴，2006年4月6日，上訴庭頒下判詞指，涉案多名被告不尋常及長期的虐待兩名死者，釀成兩名無辜性命被剝奪，屬加刑的考慮，故不認為判刑過重，駁回上訴。
2004年9月，35歲的尹三龍獲准出獄與家人團聚，並在懲教署安排下，在一所律師事務所任職，重獲新生。尹三龍表示1998年他在獄中看到一篇報道，受害人的父母表示已原諒及寬恕他，對他造成莫大震撼，驅散他多年來心魔，讓他明白寬恕及原諒的重要。
根據D100+網台節目《東頭灣道99號》，主犯譚士歡於2009年因為腸癌，在靈實醫院病逝。
至於同案的另一位少年犯張有恆，2006年由高等法院下35年刑期，2017年經梁耀忠議員證實已經出獄。 
《危險人物》作者翁靜晶於2025年透露，同案的彭信義已經在2016年出獄。

## 電影
這案件改編為電影《香港姦殺奇案》和《等候董建華發落》，其中後者主題是呼籲公眾關注未成年在囚人士。

## 外部連結
- YouTube上的1991年金興賢與盧希萊主持ATV節目香港奇案-寶馬山雙屍案
- YouTube上的ci犯罪與調查 寶馬山雙屍案
- YouTube上的重案解密 寶馬山雙屍案 行山變姦殺 洩露行蹤 竟是少年一句話
- 〈寶馬山雙屍案 張有恒確定35年刑期 （页面存档备份，存于）〉，香港《明報》，2005年4月16日。
- 〈寶馬山雙屍案重犯尹三龍中秋出獄 （页面存档备份，存于）〉 《蘋果日報》，2004年9月29日。
- 〈Killer Freed After Plea By Victim's Family〉'，英國《蘇格蘭人報》，2004年9月30日。